# Gabrče
Gabrče so naselje v Občini Divača.